# توم سيويل (كرة سلة)
توم سيويل (بالإنجليزية: Tom Sewell)‏ مواليد 11 مارس 1962 في بينساكولا، هو لاعب كرة سلة أمريكي سابق. تم اختياره من قبل فريق فيلادلفيا سفنتي سيكسرز خلال الدرافت. حمل الرقم 32. يبلغ طوله 6 قدم 5 بوصة (2.0 م).

## روابط خارجية
- توم سيويل على موقع إن بي أي (الإنجليزية)
- توم سيويل على موقع سبورتس رفرنس (الإنجليزية)
- توم سيويل على موقع كرة السلة الأوروبية.كوم (الإنجليزية)
- توم سيويل على موقع كلية كرة السلة في سبورتس رفرنس.كوم (الإنجليزية)
- توم سيويل على موقع ريلجم (الإنجليزية)
- توم سيويل على موقع بروبوليرز (الإنجليزية)